# XSM-73 Goose

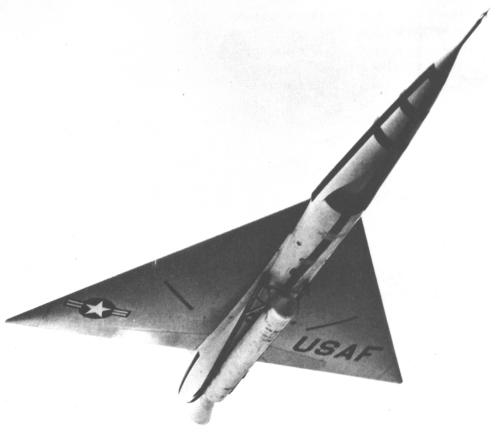
Die XSM-73 Goose im Flug

Die Fairchild XSM-73 Goose (ursprünglich Bull Goose) war der Prototyp einer unbemannten, US-amerikanischen Rakete, die dazu gebaut wurde, das feindliche Radar zu täuschen. Sie sollte die Radarsignatur eines schweren Bombers wie z. B. der Convair B-36, der B-47 Stratojet, oder der B-52 Stratofortress vortäuschen. Das erste Modell trat seinen Jungfernflug 1957 an, jedoch wurde das Programm im folgenden Jahr wieder eingestellt. Bis 1955 wurde das Projekt von der USAF in der Reihe ihrer Bomberbezeichnungen als B-73 geführt (s. Factsheet).